# Matilda de Altavilla
Matilda de Altavilla (muere c. 1135) fue una princesa siciliana de origen normando. Era hija del primer conde de Sicilia Roger  I y su tercera esposa Adelaida del Vasto.
Estaba casada con Ranulfo, conde de Alife, quién gobernaba desde Benevento a Montecassino. Este matrimonio aseguraba la paz entre Ranulfo y el conde Roger, quien además recibía tierras cerca de Benevento, en una posición muy estratégica. La pareja tuvo 2 hijos: Roberto y Adelicia.
Incluso después del matrimonio, las relaciones entre los Altavilla y Ranulfo fueron tensas, llegando incluso a una guerra civil entre Ranulfo y el hermano de Matilda: Roger II de Sicilia
Cuando Roger II se dirige a Salerno con el propósito de recuperar la ciudad de Avellino y el castillo de Mercogliano, ocupados por cuñado, Matilda decide huir con su hermano llevándose consigo a su hijo Roberto, aprovechando de su marido ocupado Roma. Algunos cronistas mencionan el gran dolor de Ranulfo y una versión diferente sobre la expulsión de su esposa y su hijo mayor.
En mayo de 1131 Matilda se embarca con su hermano y su séquito a Sicilia. El 7 de junio la condesa estuvo presente en la colocación de la primera piedra de la catedral de Cefalú. Matilda es recibida por la corte siciliana con todos los honores y ya a salvo le pide a su marido regresar la dote. Un emisario es enviado a Montefusco, para negociar el regreso de su esposa, su hijo y tierras confiscadas pero sin éxito.
Posteriormente después de la paz entre su marido y su hermano, Matilda vuelve con este. Murió c. 1135.